# San Agustín (La Habana)
San Agustín es un consejo popular del municipio La Lisa, con una extensión de 2,48 km² y 40000 habitantes aproximadamente (2010). Con una densidad poblacional de 141 habitantes por km². Es un reparto donde predominan los edificios multifamiliares, con respecto a las casas.

## Ubicación
Está ubicado en las avenidas 51 al sur y 23 al norte, entre las calles 222 y 264. Colinda al norte con el municipio Playa, al sur con una parte de Balcón Arimao y por otra parte con El Cano, al este con La Coronela y al oeste con Arroyo Arenas. 

## Historia
San Agustín, es una localidad  en la cual los primeros asentamientos familiares se iniciaron en el 1950, encabezados por un señor Agustín Prado González, (de ahí su nombre) . En el año 1953 se inicia la construcción de las calles asfaltadas luego de que el 7 de agosto de 1950 mediante el acuerdo 65 del ayuntamiento de [Marianao] se aprobara el expediente para su creación, quedando conformado en 28 manzanas regulares subdivididas en 2 200 metros cuadrados. 
Cuando la revolución cubana triunfa se crea el movimiento de microbrigadas, lo que permite  la construcción de una gran cantidad de edificios y  obras sociales para la comunidad, después de concebido el plan de construcción para varios edificios, el 27 de noviembre de 1970 comenzaron las labores de excavación y cimentación, ya para enero de 1971, hombres y mujeres trabajaban con gran empuje en la solución del problema de la vivienda. El 16 de abril de 1971, el presidente [Fidel Castro] hablando sobre este tema en una de sus intervenciones en el teatro de la Central de Trabajadores de [Cuba] en la [Habana] expresó que era necesario vincular los centros de trabajo a la edificación de inmuebles; el crecimiento del movimiento de micro brigadas en La Lisa alcanzó cifras impresionantes. Solo en San Agustín para abril de 1972 había 52 unidades constructivas y en 1973 se trabajaba en 55 edificios que dispondrían de 1,322 viviendas, de las cuales más de 1,000 se entregarían el 26 de julio de ese mismo año. 

## Demografía
Este territorio tiene una población de 40 000 habitantes aproximadamente (año 2010) de ellos aproximadamente 15 826 son hombres y 23 174 son mujeres. Existen actualmente en esta localidad 27 circunscripciones; se incluyen en la zona 324 de Comités de Defensa de la Revolución, teniendo 24711 personas vinculadas en ellos aproximadamente.

## Desarrollo
Creció grandemente en la localidad el número de escuelas para satisfacer las demandas del crecimiento poblacional existente en la zona. El primer paso fue convertir en escuelas antiguas casonas y residencias de la [burguesía] y de antiguos colaboradores y familiares de [Fulgencio Batista] que habían vivido en la zona.
Podemos encontrar aquí  5 instituciones de cultura física y recreación, 12 especialistas del Instituto Nacional de Deporte y Recreación del país. Posee gran cantidad de centros educacionales de los diferentes niveles de enseñanza. En este territorio no existen centros religiosos, entre las costumbres y tradiciones más representadas en la comunidad son yoruba, cristiana evangélica, testigos de Jehová. 
El consejo popular tiene 24 instituciones de arte y 2 proyectos comunitarios ¨Lasa (Laboratorio Artístico de San Agustín), para artistas de diferentes manifestaciones del arte¨ y ¨Coloreando mi barrio¨ para niños y jóvenes con aptitudes para la pintura y el dibujo, en él los alumnos más destacados han sido premiados nacional e internacionalmente.

## Características Geográficas
La tierra casi toda es cultivable, rica en humus; no obstante hay muy poca vegetación debido a la construcción de gran cantidad de edificios lo que ha hecho más pequeña el área agrícola.  
La vegetación es escasa debido a las construcciones realizadas, aunque existen zonas de cultivos varios para el autoconsumo de la población que habita en el territorio. Abundan plantas ornamentales, entre ellas rosales, amapolas, adelfas, margaritas, campanillas; los árboles frutales como: el mango, el plátano, el mamey, el tamarindo, el anón; los árboles maderables tales como: el cedro, la caoba, la majagua y  entre las plantas medicinales que abundan se encuentran el romerillo, la caña santa, el tilo y la sábila.
A San Agustín lo atraviesa el río Jaimanitas, que constituye un recurso natural de la localidad.